# Eleothreptus
Eleothreptus – rodzaj ptaków z podrodziny lelków (Caprimulginae) w obrębie rodziny lelkowatych (Caprimulgidae).

## Rozmieszczenie geograficzne
Rodzaj obejmuje gatunki występujące w Ameryce Południowej (Brazylia, Boliwia, Paragwaj i Argentyna).

## Morfologia
Długość ciała 18–23 cm; masa ciała 43,7–51 g.

## Systematyka
Rodzaj zdefiniował w 1838 roku brytyjski przyrodnik John Gould w artykule poświęconym nowemu rodzajowi z rodziny lelkowatych, opublikowanym w czasopiśmie „Proceedings of the Zoological Society of London”. Gatunkiem typowym jest (oznaczenie monotypowe) lelkowiec sierposkrzydły (E. anomalus). Jednak nazwa – Amblypterus – którą Gould nadał nowemu rodzajowi, okazała się młodszym homonimem rodzaju wymarłych ryb promieniopłetwych opisanego w 1833 roku, dlatego w 1840 roku angielski ornitolog George Robert Gray nadał rodzajowi ptaków nową nazwę – Eleothreptus.

### Etymologia
- Amblypterus (Amplypterus): gr. αμβλυς amblus ‘tępy’, od αμβλυνω amblunō ‘stępić’; -πτερος -pteros ‘-skrzydły’, od πτερον pteron ‘skrzydło’[7].
- Eleothreptus (Eleothreptes, Heleothreptus): gr. ἑλεοθρεπτος heleothreptos ‘wychowany na bagnach’, od ἑλος helos, ἑλεος heleos ‘bagno’; τρεφω trephō ‘karmić’[8].

### Podział systematyczny
Do rodzaju należą następujące gatunki:
- Eleothreptus candicans (von Pelzeln, 1867) – lelkowiec białoskrzydły
- Eleothreptus anomalus (Gould, 1838) – lelkowiec sierposkrzydły